# Southside (álbum)
Southside é o primeiro álbum de estúdio da banda escocesa Texas, editado em 1989.
O primeiro single extraído do álbum foi "I Don't Want a Lover", que alcançou os primeiros lugares dos tops em diversos países da Europa, e o 8º lugar nos top de singles do Reino Unido.

## Alinhamento
1. "I Don't Want a Lover"
2. "Tell Me Why"
3. "Everyday Now"
4. "Southside"
5. "Prayer for You"
6. "Faith"
7. "Thrill Has Gone"
8. "Fight the Feeling"
9. "Fool for Love"
10. "One Choice"
11. "Future is Promises"

## Tabelas musicais
| Tabela (1989)        | Melhor posição |
| -------------------- | -------------- |
| UK Albums Chart      | 3              |
| French Albums Chart  | 3              |
| German Albums Chart  | 22             |
| Spanish Albums Chart | 23             |
| Swiss Albums Chart   | 14             |
| US Billboard 200     | 88             |